# 阿根廷哥倫比亞航空
阿根廷哥倫比亞航空（Avianca Argentina）是阿根廷的全服務航空公司，於1995年成立，它為哥倫比亞航空的子公司。

## 航點
| 旗幟 | 城市           | 國家   | 機場名稱        | 備註 |
|      | 布宜諾斯艾利斯 | 阿根廷 | 乔治·纽伯里机场 | 基地 |

## 外部連結
- 官方網站（西班牙文）（英文）

1. ↑  .   [2019-11-15]. （原始内容存档于2019-09-04）.
2. ↑   (PDF).   [2017-03-11]. （原始内容 (PDF)存档于2017-03-12）.